# 3D Ultra Minigolf (serie de juegos)
3D Ultra Minigolf es una serie de títulos de minigolf de estilo arcade. Comenzó en 1997 con 3D Ultra Minigolf, con 3D Ultra Minigolf Adventures y su secuela, 3D Ultra Minigolf Adventures 2 desarrollado por Wanako Games. 3D Ultra Minigolf Adventures ha sido lanzado para Microsoft Windows y Xbox 360. La secuela fue lanzada para Xbox 360 y Sony PlayStation 3.

## Minigolf 3D Ultra
3-D Ultra Minigolf, diseñado por Dynamix y distribuido por Sierra, fue lanzado en mayo de 1997. El juego tuvo 18 hoyos en total. GameSpot le dio a este juego un 4,3.

## Minigolf 3D Ultra Deluxe
3-D Ultra Minigolf Deluxe fue lanzado por Dynamix en julio de 1998 y agregó nueve hoyos nuevos junto con los dieciocho hoyos originales del original. El juego incluía juego en línea, aunque el original tenía disponible un parche a la versión 1.01 que también permitía el juego en línea.

## 3D Ultra Minigolf Adventures
3D Ultra Minigolf Adventures fue desarrollado por Wanako Games y publicado por Sierra Online. Fue lanzado el 20 de diciembre de 2006 para Microsoft Windows, y el 18 de abril de 2007 para Xbox 360. El juego originalmente iba a ser lanzado en 2001 bajo el nombre de Minigolf Maniacs para PC y PlayStation 2, pero el cierre de Dynamix dejó al juego sin terminar, y muchos diseños de niveles y mecánicas fueron readaptados para Adventures. El Minigolf Maniacs original recibió desde entonces una versión completa por parte de un fan en colaboración con los desarrolladores originales, y se lanzó como freeware en 2007.

## 3D Ultra Minigolf Adventures 2
3D Ultra Minigolf Adventures 2 fue producido por Artificial Mind and Movement Inc. y lanzado por Konami Digital Entertainment. El juego fue desarrollado por Wanako Games. El juego cuenta con más de 50 hoyos de minigolf que pueden completar hasta cuatro jugadores.
El Daily Herald afirma que 3D Ultra Minigolf Adventures 2 se lanzó en septiembre de 2010 para Xbox 360 y PS3. Sin embargo, la versión de PlayStation Network del juego dice que fue lanzado el 16 de noviembre de 2010.